# Koladé-Tora
Koladé-Tora est une localité du département de Nasséré, dans la province de Bam, dans le Centre-Nord, au Burkina Faso. En 2006, cette localité comptait 308 habitants dont 47 % de femmes.